# Isabella Laböck
Isabella Laböck (Prien am Chiemsee, 6 april 1986) is een Duitse snowboardster. Ze vertegenwoordigde haar vaderland op de Olympische Winterspelen 2010 in Vancouver.

## Carrière
Laböck maakte haar wereldbekerdebuut in januari 2002 in Bad Gastein, een jaar later scoorde in Berchtesgaden haar eerste wereldbekerpunten. In oktober 2006 eindigde ze in Sölden voor de eerste maal in haar carrière in de top tien van een wereldbekerwedstrijd. Twee maanden later stond Laböck in San Vigilio di Marebbe voor het eerst op het podium van een wereldbekerwedstrijd.
Laböck nam in haar carrière vier keer deel aan de wereldkampioenschappen snowboarden. Op de FIS wereldkampioenschappen snowboarden 2013 in Stoneham veroverde ze de wereldtitel op de parallelreuzenslalom.
Tijdens de Olympische Winterspelen van 2010 in Vancouver eindigde Laböck als vijftiende op de parallelreuzenslalom.

## Resultaten

### Olympische Winterspelen
| Jaar | Plaats    | Resultaten               |
| ---- | --------- | ------------------------ |
| 2010 | Vancouver | 15e Parallelreuzenslalom |

### Wereldkampioenschappen
| Jaar | Plaats    | Resultaten                                  |
| ---- | --------- | ------------------------------------------- |
| 2005 | Whistler  | 35e Parallelslalom 38e Parallelreuzenslalom |
| 2007 | Arosa     | 7e Parallelslalom 11e Parallelreuzenslalom  |
| 2011 | La Molina | 28e Parallelslalom 11e Parallelreuzenslalom |
| 2013 | Stoneham  | 6e Parallelslalom · Parallelreuzenslalom    |

### Wereldbeker
Eindklasseringen
| Seizoen   | Algm | PAR | SBX |
| --------- | ---- | --- | --- |
| 2002/2003 | –    | –   | 44e |
| 2003/2004 | –    | 68e | –   |
| 2005/2006 | 193e | 80e | –   |
| 2006/2007 | 16e  | 10e | –   |
| 2007/2008 | 28e  | 13e | –   |
| 2008/2009 | 19e  | 9e  | –   |
| 2009/2010 | 19e  | 10e | –   |
| 2010/2011 | 7e   | 5e  | –   |
| 2011/2012 | –    | 8e  | –   |